# Люк Шоу
Люк Поул Шоу (роден 12 юли 1995 г.) е английски футболист, играч на Манчестър Юнайтед. Част от юношеските формации на Саутхемптън.